# Paprika (film, 1991)
Paprika är en italiensk film från 1991, regisserad av Tinto Brass.
Filmen är löst baserad på John Clelands 1700-talsroman Fanny Hill. Titelrollen som spelas av Debora Caprioglio är en flicka som börjar jobba som prostituerad och flyttar mellan olika bordeller.